# MG 6
Der MG 6 ist ein Mittelklasse-Pkw der chinesischen Automarke MG.

## Erste Generation (2009–2016)
| Crashtest-Ergebnisse                 |      |
| Sterne im Euro-NCAP-Crashtest (2011) |      |
| Insassenschutz                       | 73 % |
| Kindersicherheit                     | 71 % |
| Fußgängerschutz                      | 42 % |
| Aktive Sicherheit                    | 71 % |

Nach der Übernahme der Reste der in Insolvenz gegangenen MG Rover zunächst durch die Nanjing Automobile Group und die Übernahme dieser durch Shanghai Automotive Industry (SAIC) im Jahr 2005 hatte man zunächst die Produktion älterer Rover-Modelle sowohl unter der Marke MG wie auch unter der durch den Verlust der Rechte an Rover entstandenen Marke Roewe aufgenommen. Die erste Generation des MG 6 ist das erste unter chinesischer Regie neu entstandene Fahrzeug der Marke. Produziert wurde das Fahrzeug von SAIC.
Der MG 6 wird mit einem 1,8-l-Ottomotor angetrieben, der maximal 98 kW leistet. Es war auch eine Version mit Turbolader und 118 kW erhältlich. Beide waren wahlweise mit Fünfgangschaltgetriebe oder Automatikgetriebe erhältlich. Die Ausstattung entsprach westlichen Standards und bewegte sich damit – wie auch der Preis – weit über dem ansonsten in China üblichen.
Nachdem von MG bis dahin nur der MG TF in Europa angeboten wurde, stand die Turboversion des MG 6 ab März 2011 zum Verkauf, allerdings nur im Vereinigten Königreich. 
Ende 2010 eine wurde eine Stufenheck-Version zusätzlich zum Fließheck eingeführt, die weitgehend dem Roewe 550 entspricht, aber von vorn wie der MG 6 aussieht.

### Die Modellversionen

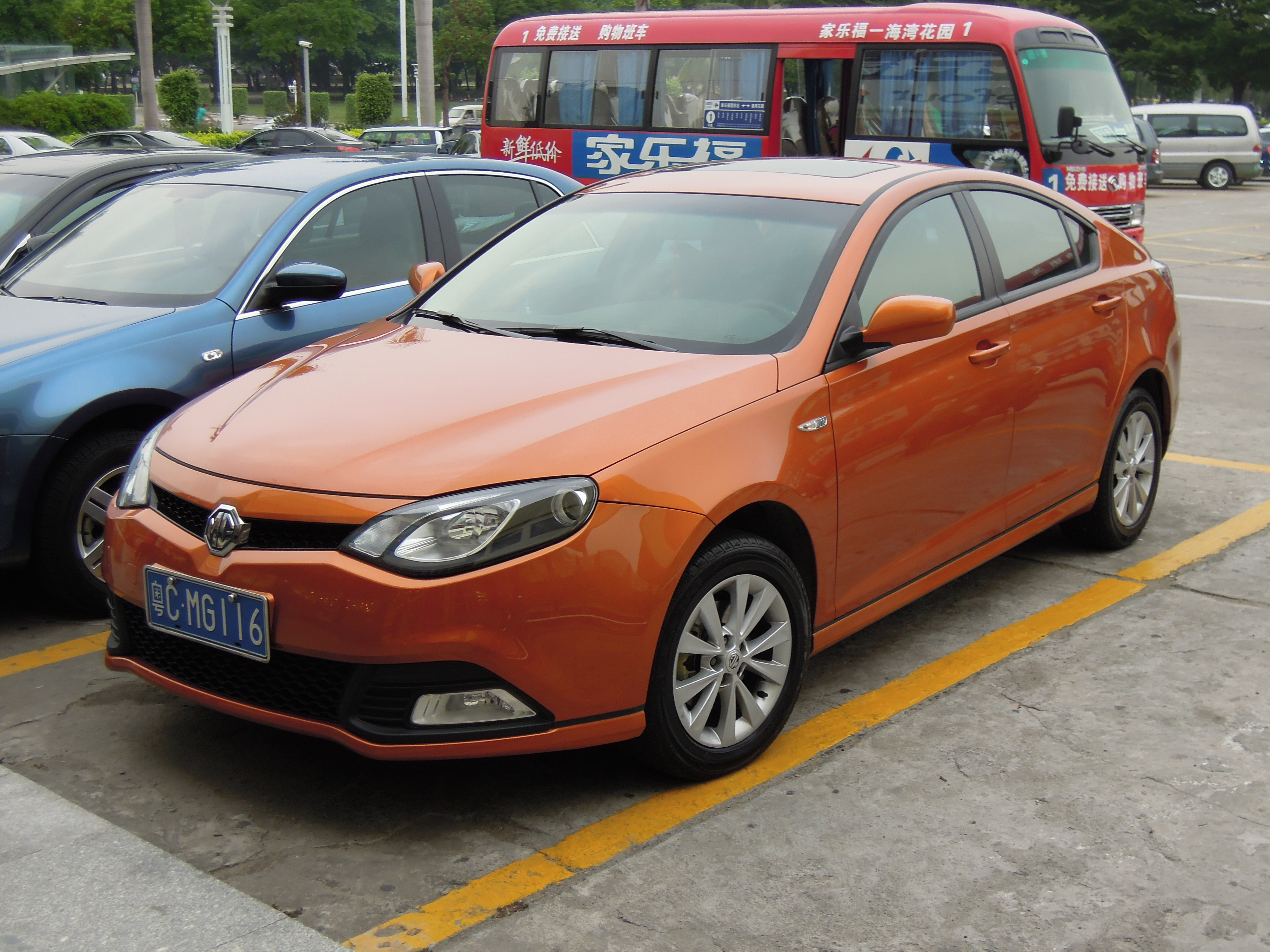
MG6 GT MG6 Fast-Back 2009–2016
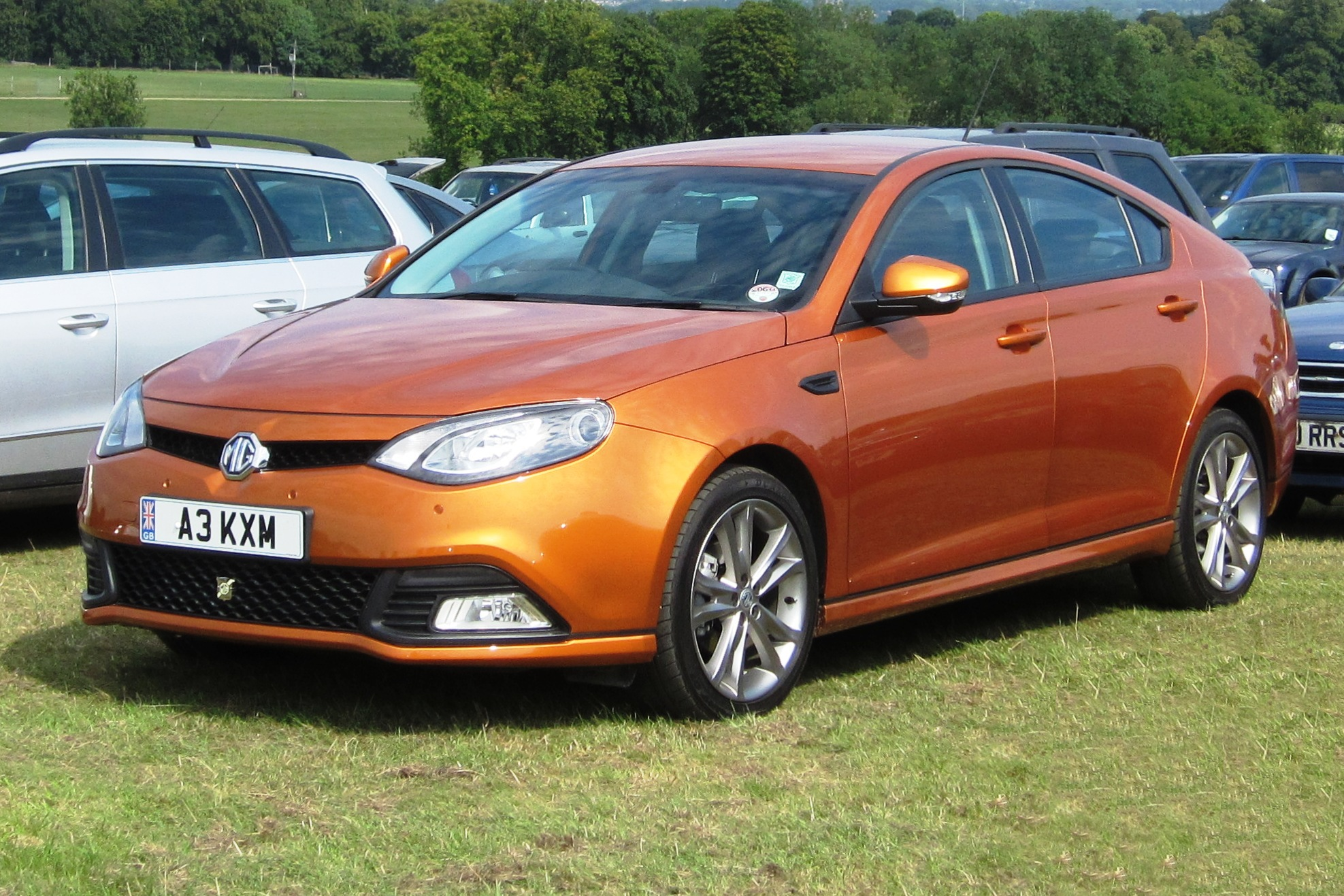
MG6 Turbo 2011–2012
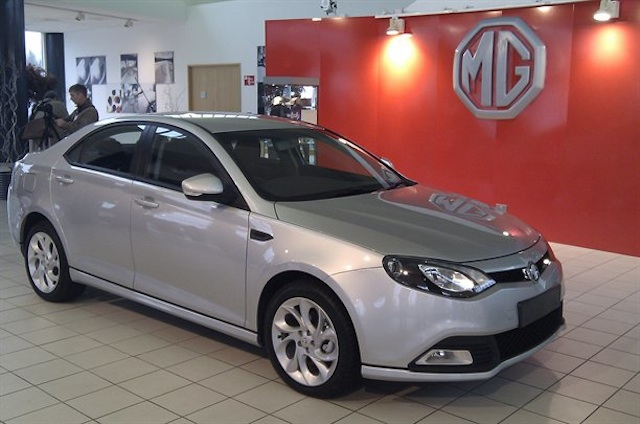
MG6 Magnette 2010–2016

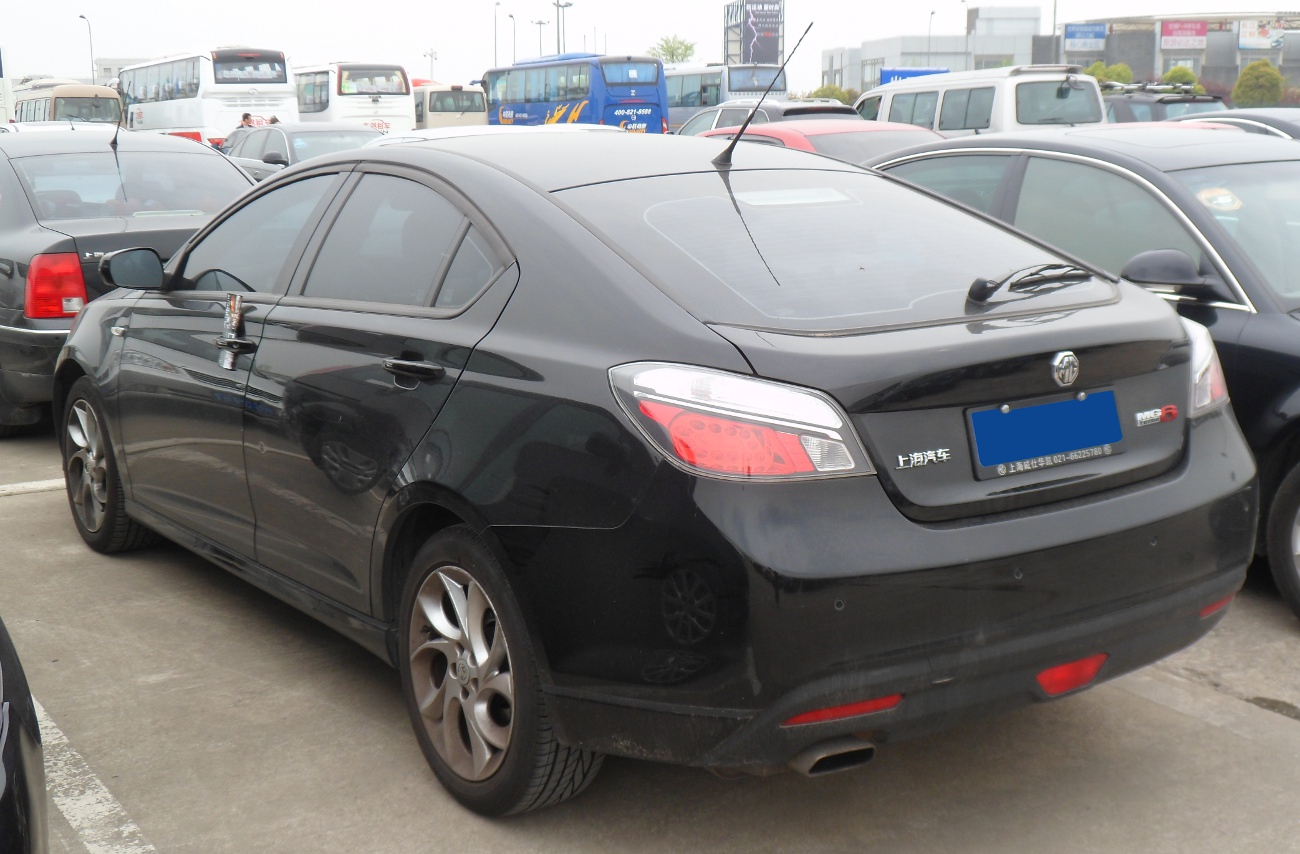
MG6 GT MG6 Fast-Back 2010–2016
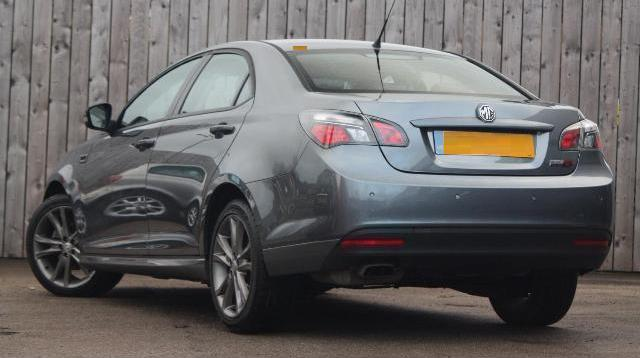
MG6 Magnette 2010–2016

Nicht abgebildet:
- MG6 BTCC Edition

### Sicherheit
Im Herbst 2011 erreichte der MG 6 und der Geely Emgrand EC7 ein Vier-Sterne-Ergebnis im Crashtest nach der Euro-NCAP-Norm und damit das beste Ergebnis eines chinesischen Herstellers bis Qoros mit dem Qoros 3 im September 2013 fünf Sterne erreichte. Das Auto erhielt eine 73-Prozent-Wertung für den Schutz erwachsener Insassen und eine 71-Prozent-Wertung beim Insassenschutz für Kinder. Darüber hinaus erhielt es eine 42-Prozent-Wertung für den Fußgängerschutz sowie eine 71-Prozent-Wertung für seine Sicherheitsassistenzsysteme.

### Technische Daten
|                                             | 1.8                          | 1.8T                         | 1.9 DTi-Tech           |
| Bauzeitraum                                 | 2009–2016                    | 2009–2016                    | 2009–2016              |
| Motorkenndaten                              |                              |                              |                        |
| Motortyp                                    | R4-Ottomotor                 | R4-Ottomotor                 | R4-Dieselmotor         |
| Hubraum                                     | 1796 cm³                     | 1796 cm³                     | 1849 cm³               |
| max. Leistung bei min−1                     | 98 kW (133 PS) / 6000        | 118 kW (160 PS) / 5500       | 110 kW (150 PS) / 4000 |
| max. Drehmoment bei min−1                   | 170 Nm / 4500                | 215 Nm / 2500–4500           | 350 Nm / 1800          |
| Kraftübertragung                            |                              |                              |                        |
| Antrieb                                     | Vorderradantrieb             | Vorderradantrieb             | Vorderradantrieb       |
| Getriebe, serienmäßig                       | 5-Gang-Schaltgetriebe        | 5-Gang-Schaltgetriebe        | 6-Gang-Schaltgetriebe  |
| Getriebe, optional                          | (5-Stufen-Automatikgetriebe) | (5-Stufen-Automatikgetriebe) | –                      |
| Messwerte                                   |                              |                              |                        |
| Höchstgeschwindigkeit                       | 188 km/h                     | 205 km/h                     | 193 km/h               |
| Beschleunigung, 0–100 km/h                  | 11,5 s                       | 9,2 s (10,6 s)               | k. A.                  |
| Kraftstoffverbrauch auf 100 km (kombiniert) | 7,4 l Super                  | 7,6 l Super (7,9 l Super)    | 4,6 l Diesel           |
| Tankinhalt                                  | 62 l                         | 62 l                         | 62 l                   |

## Zweite Generation (seit 2017)
Die zweite Generation des MG 6 wurde im Herbst 2017 auf der Guangzhou Auto Show vorgestellt und wird in China seit November 2017 verkauft. Das Fahrzeug nutzt die gleiche Plattform wie der ebenfalls 2017 eingeführte Roewe i6. In anderen Staaten wie Thailand wird noch die erste Generation vertrieben. Ebenfalls auf der Guangzhou Auto Show 2017 präsentierte MG eine Plug-in-Hybrid-Variante auf Basis des MG 6. Diese wurde ab April 2018 in China verkauft. Eine überarbeitete Version der Baureihe wurde 2020 vorgestellt. Eine sportlicher gestaltete Version mit dem starken Plug-in-Hybrid-Antrieb kam im Mai 2021 mit dem XPower in China in den Handel. Mit dem Pro verkauft MG seit August 2021 eine Variante mit verändertem Äußeren. Zudem gibt es seit November 2023 den Xline.

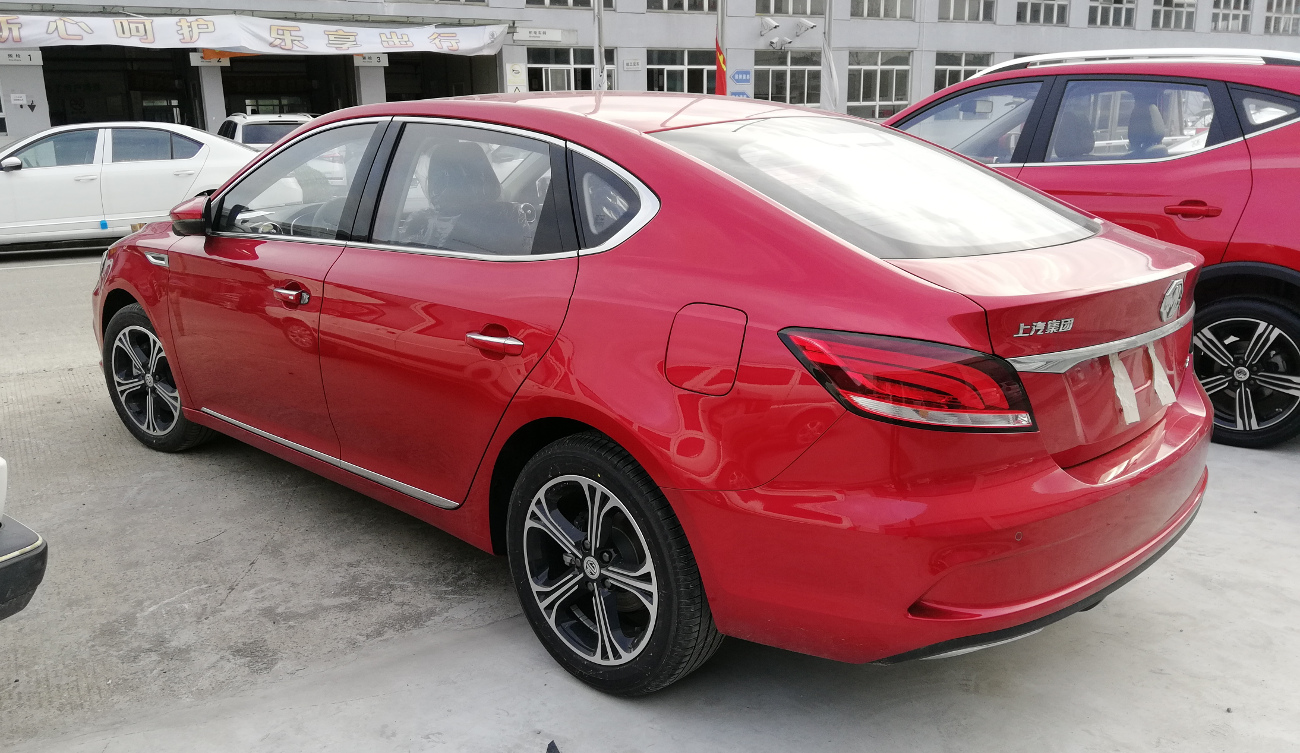
Heckansicht
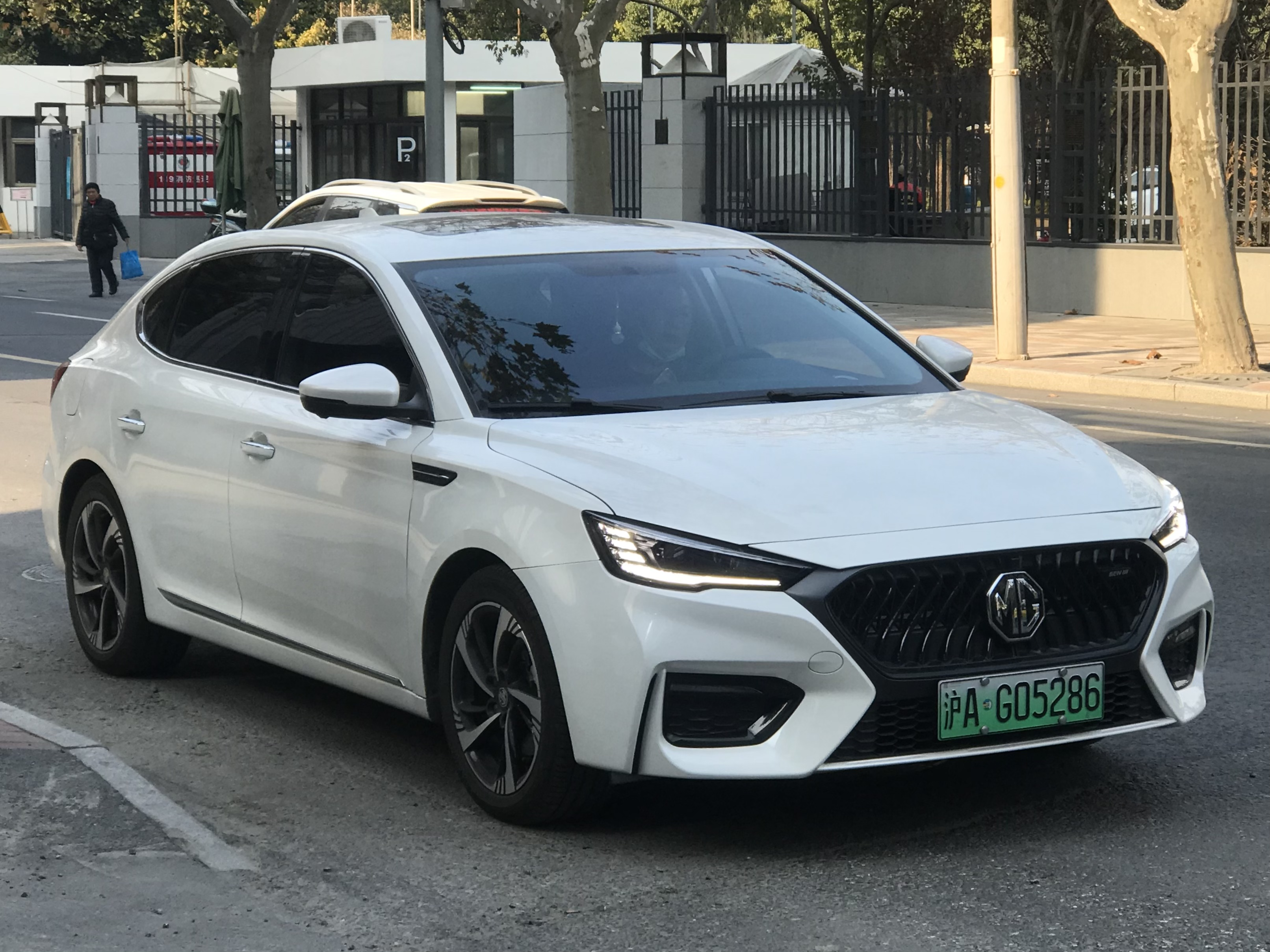
MG 6 (seit 2020)
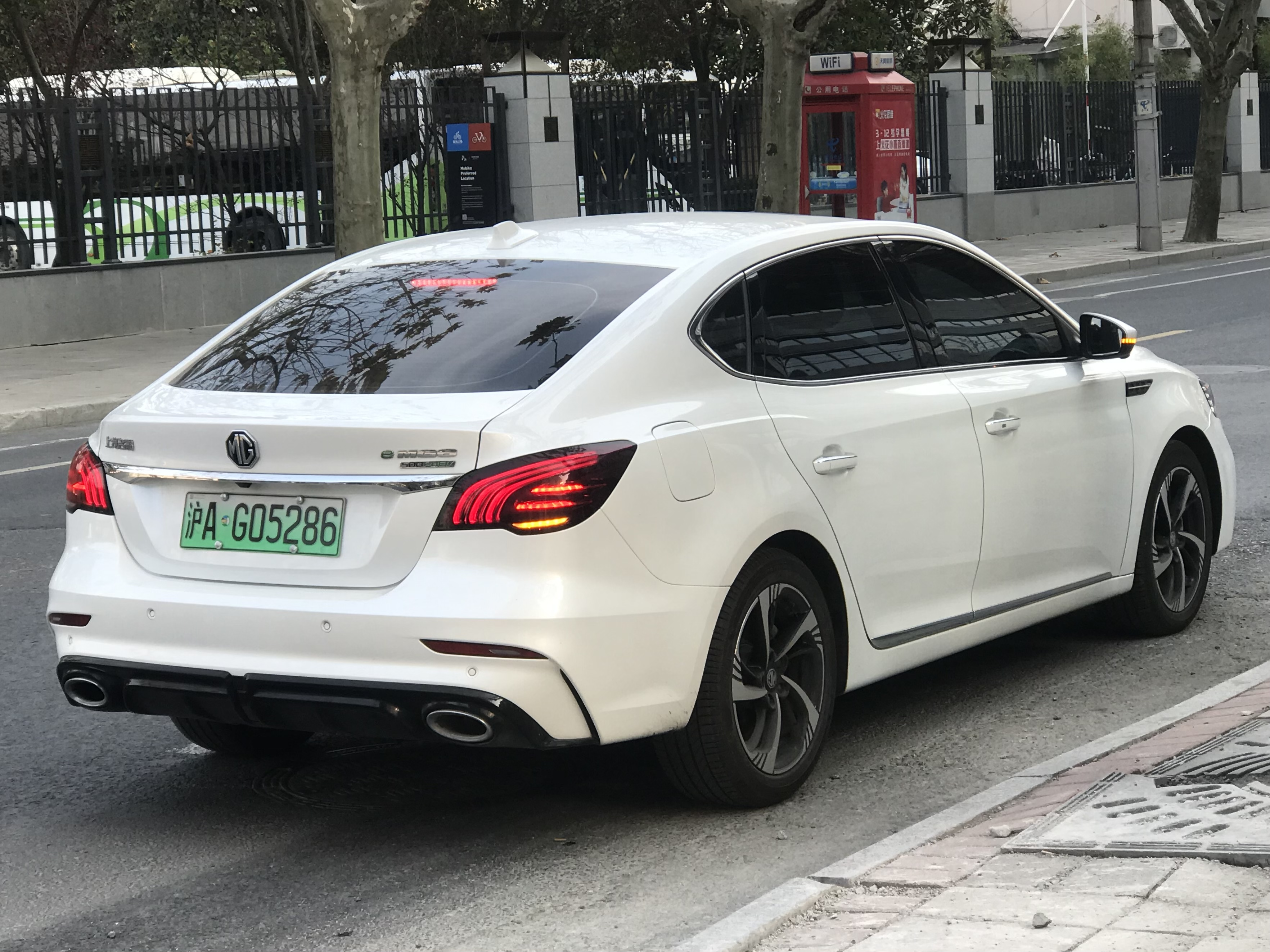
Heckansicht
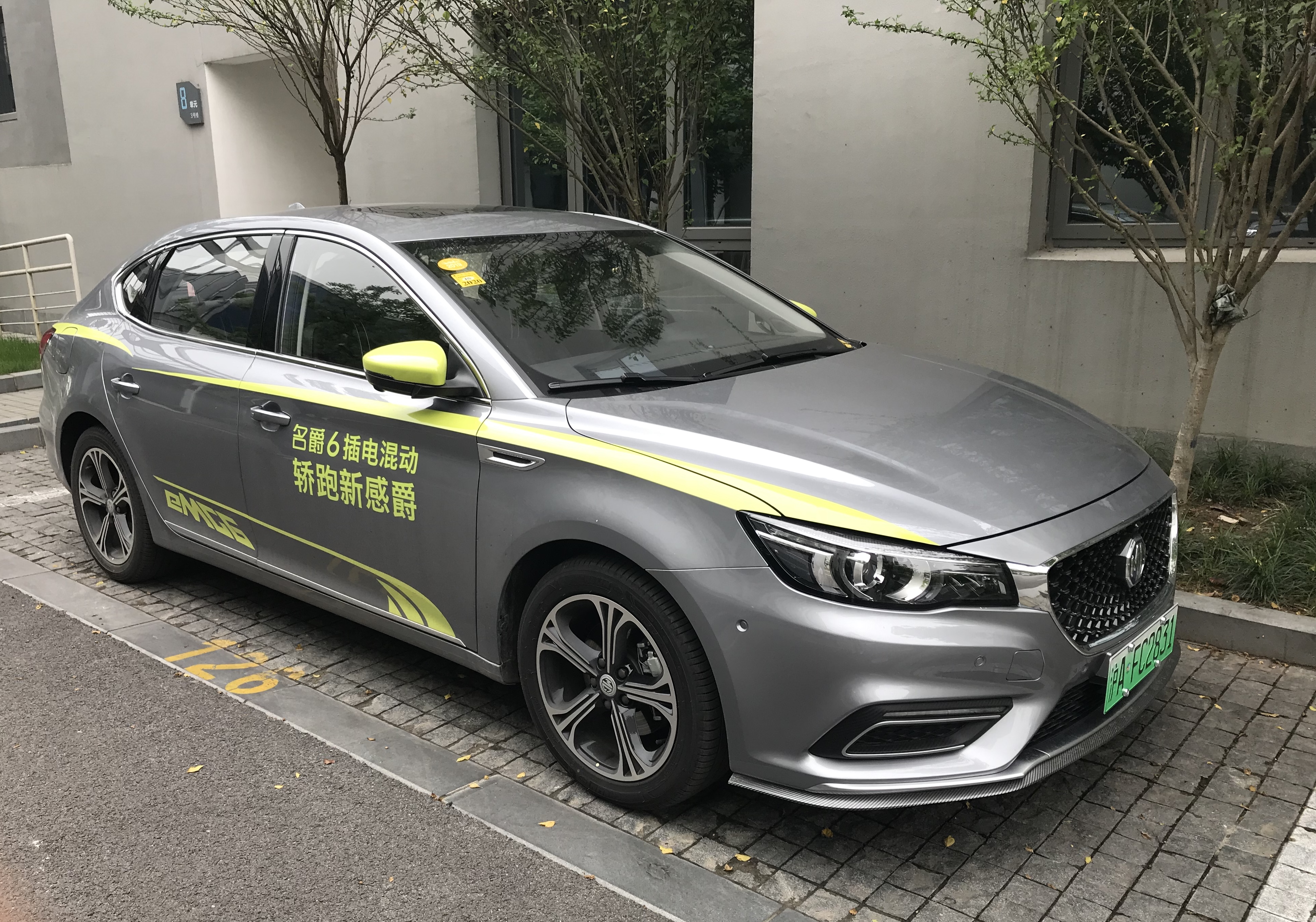
MG 6 PHEV
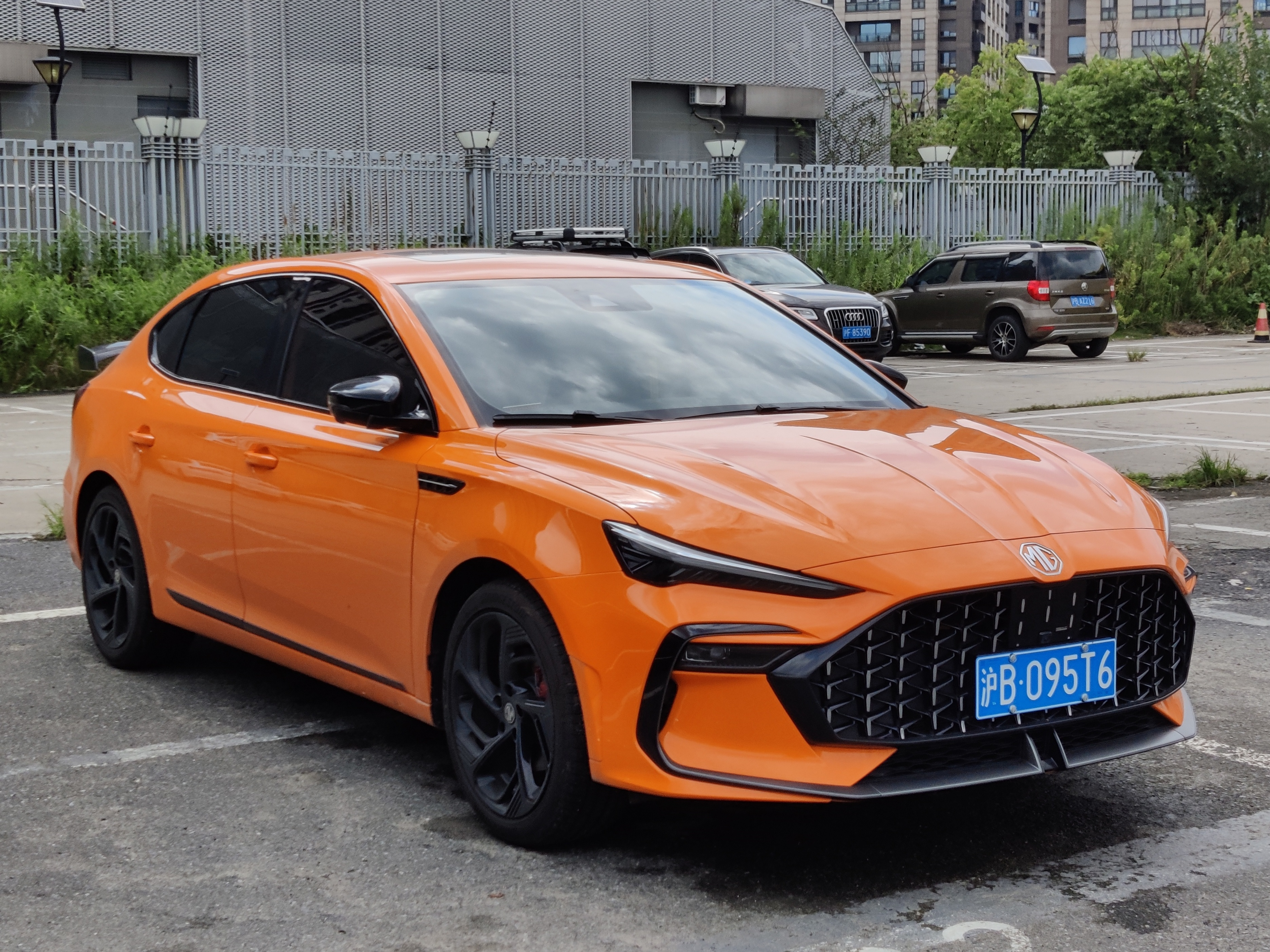
MG 6 Pro (seit 2021)
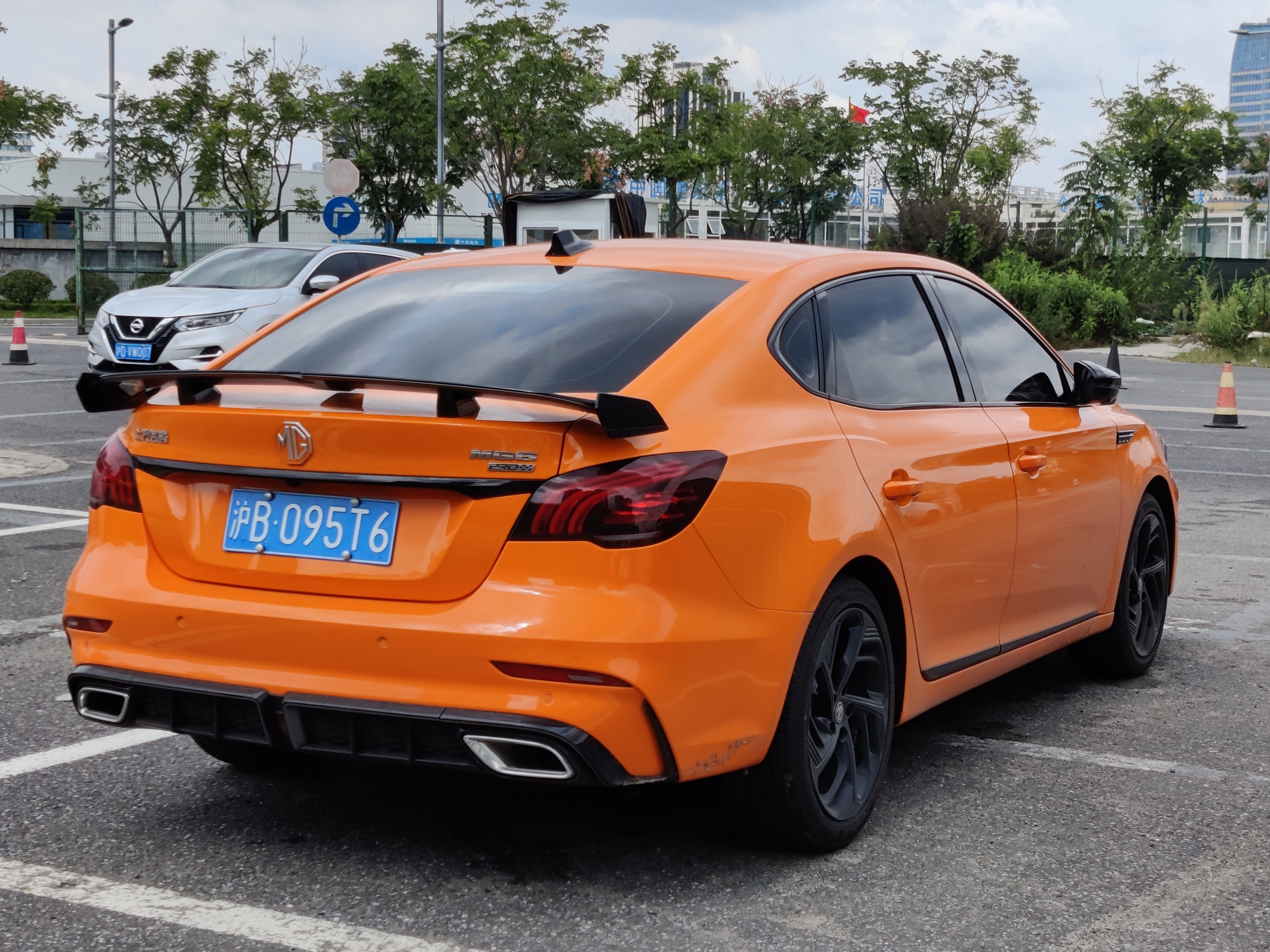
Heckansicht
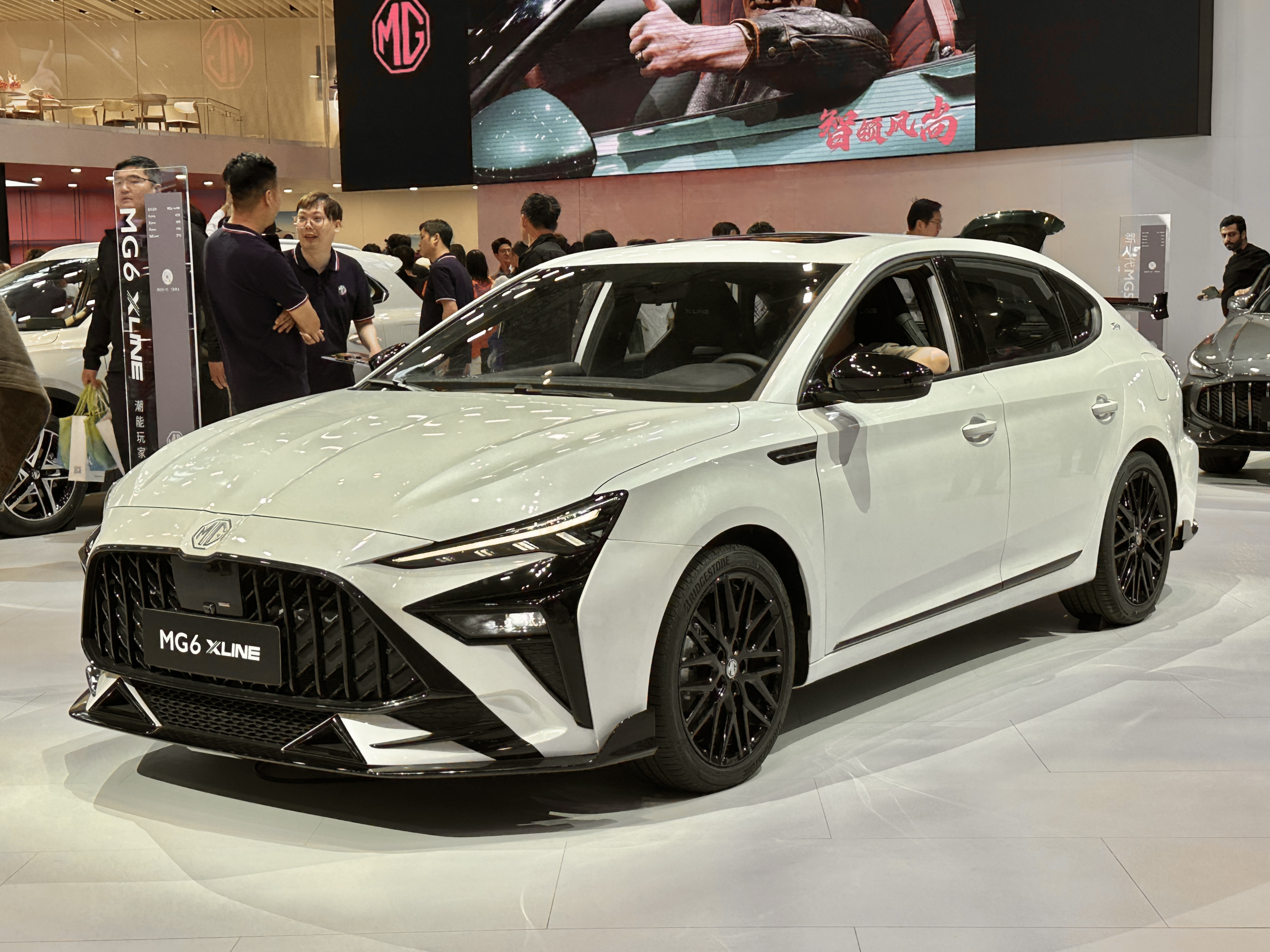
MG 6 Xline (seit 2023)
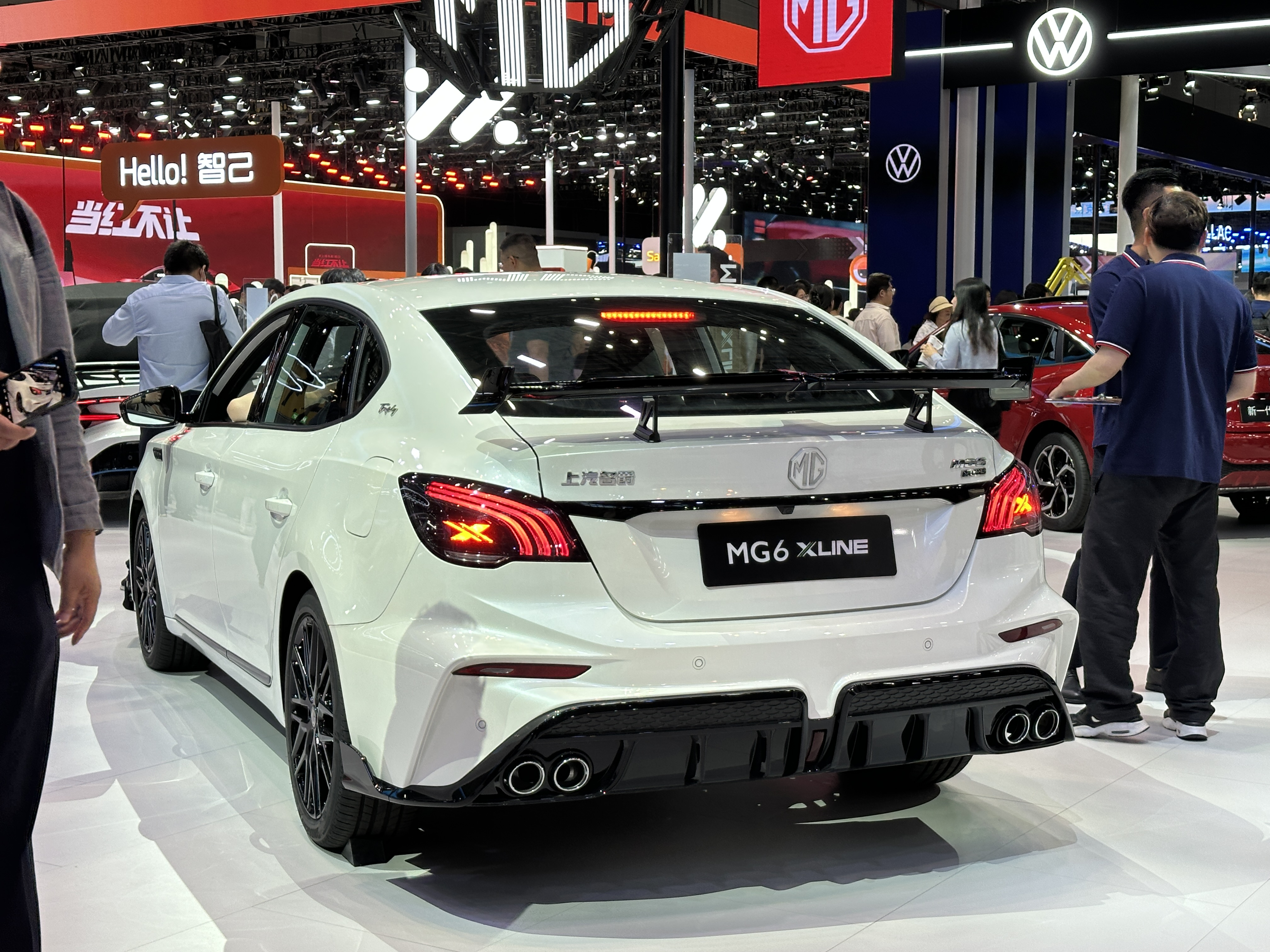
Heckansicht

### Technische Daten
Der zum Marktstart verfügbare 124 kW (169 PS) leistende 1,5-Liter-Turbomotor kommt auch im MG GS, im Roewe RX5 und im Roewe i6 zum Einsatz. Später sollen auch der Einliter-Ottomotor mit 92 kW (125 PS) aus dem MG ZS und dem Roewe i6 und der Plug-in-Hybrid-Antrieb aus dem Roewe eRX5 angeboten werden.
|                                             | 1.5 TGI                          | 1.5 TGI                          | PHEV                            | PHEV 50T                        |
| Bauzeitraum                                 | 11/2017–07/2020                  | seit 07/2020                     | 04/2018–04/2019                 | 04/2019–10/2023                 |
| Motorkenndaten                              |                                  |                                  |                                 |                                 |
| Motortyp                                    | R4-Ottomotor                     | R4-Ottomotor                     | R3-Ottomotor + 2 Elektromotoren | R4-Ottomotor + 2 Elektromotoren |
| Hubraum                                     | 1490 cm³                         | 1490 cm³                         | 999 cm³                         | 1490 cm³                        |
| max. Leistung bei min−1                     | 124 kW (169 PS) / 5500           | 133 kW (181 PS) / 5600           | 168 kW (228 PS)                 | 224 kW (305 PS)                 |
| max. Drehmoment bei min−1                   | 250 Nm / 1700–4300               | 285 Nm / 1500–4000               | 622 Nm                          | 480 Nm                          |
| Kraftübertragung                            |                                  |                                  |                                 |                                 |
| Antrieb                                     | Vorderradantrieb                 | Vorderradantrieb                 | Vorderradantrieb                | Vorderradantrieb                |
| Getriebe, serienmäßig                       | 6-Gang-Schaltgetriebe            | 6-Gang-Schaltgetriebe            |                                 | 10-Stufen-Automatikgetriebe     |
| Getriebe, optional                          | [7-Gang-Doppelkupplungsgetriebe] | [7-Gang-Doppelkupplungsgetriebe] | –                               | –                               |
| Messwerte                                   |                                  |                                  |                                 |                                 |
| Höchstgeschwindigkeit                       | 210 km/h [210 km/h]              | 210 km/h [210 km/h]              | k. A.                           | 210 km/h                        |
| Beschleunigung, 0–100 km/h                  | 7,6 s [7,1 s]                    | k. A. [7,8 s]                    | 6,8 s                           | 5,9 s                           |
| Kraftstoffverbrauch auf 100 km (kombiniert) | 5,8 l Super [5,8–5,9 l Super]    | 6,2 l Super [6,2 l Super]        | 1,5 l Super                     | 1,1–1,5 l Super                 |
| Tankinhalt                                  | 50 l                             | 50 l                             | 30 l                            | 38 l                            |